# 防衛庁調達実施本部背任事件
防衛庁調達実施本部背任事件（ぼうえいちょうちょうたつじっしほんぶはいにんじけん）とは、1998年に発覚した防衛庁調達実施本部が起こした背任事件。

## 概要
防衛庁調達実施本部の装備品納入をめぐり、本部長と副本部長が結託し、調達価格水増し要求に対する過払い認定と各社の返納に関連して、返納額を恣意的に減額した。その見返りに、職員の天下り先を確保させるなどを官財の癒着が問題視され、本部長と副本部長が東京地方検察庁特別捜査部に逮捕された。本部長は懲役3年執行猶予5年の有罪判決が確定した。副本部長は天下り先で得た顧問料が事後収賄罪に認定されて懲役4年追徴金838万5000円の実刑判決が確定した。NEC元専務らメーカー12人に執行猶予付きの懲役刑が一審で確定した。
当時の額賀福志郎防衛庁長官はこの事件によって参議院本会議で問責決議が可決され、辞任に追い込まれた。